# الباسویر
الباسویر (انگلیسی: Elbasvir) دارویی است که توسط FDA در ژانویه ۲۰۱۶ میلادی برای درمان هپاتیت ث تأیید شده‌است. این دارو توسط شرکت Merck ساخته شد و آزمایش‌های فاز III را تکمیل کرد و در ترکیب با گرازوپرویر مهارکننده پروتئاز NS3/4A تحت نام تجاری Zepatier، با یا بدون ریباویرین استفاده شد.
الباسویر یک مهارکننده NS5A بسیار قوی و انتخابی مجموعه تکثیر ویروس هپاتیت C NS5A است. این دارو تنها به عنوان یک محصول ترکیبی با سایر داروهای ضد ویروسی مکمل هپاتیت C مانند گرازوپروویر و MK-3682 مورد بررسی قرار گرفته‌است و مشخص نیست که اگر الباسویر به تنهایی مصرف شود، فعالیت ضد ویروسی قوی نشان می‌دهد یا خیر. با این وجود، محصولات ترکیبی از این نوع نشان‌دهنده موفق‌ترین رویکردی هستند که تاکنون برای درمان واقعی هپاتیت ث توسعه یافته‌است، به جای اینکه صرفاً پیشرفت بیماری را کاهش دهند.